# Rotes Kloster (Brüssel)

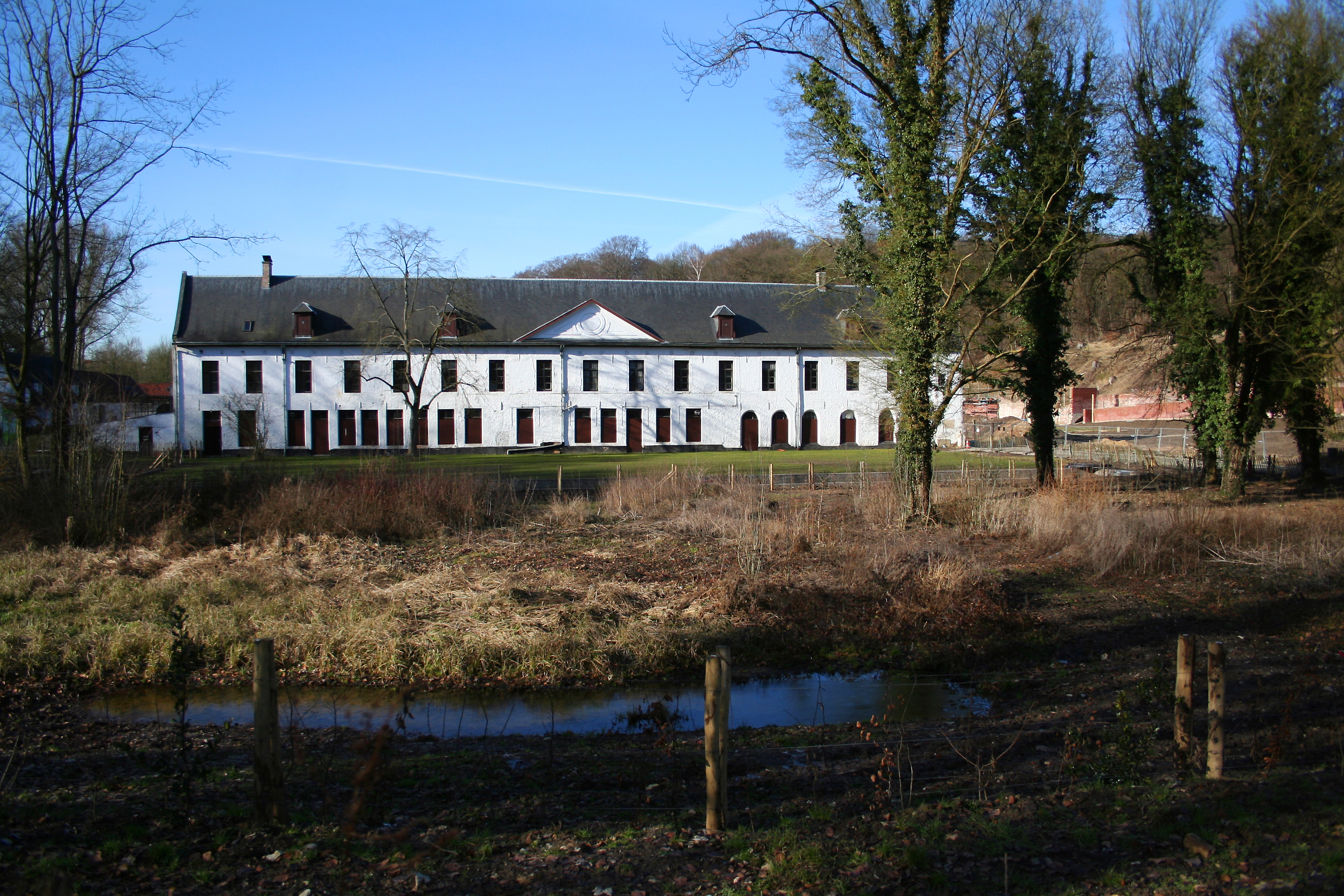
Sicht auf die erhaltenen Gebäude (2009)

Das Rote Kloster, auch Rouge Cloître, Rood-Klooster oder Rubea vallis, ist ein ehemaliges Augustinerchorherren-Stift, das im Jahr 1367 gegründet wurde. Es befindet sich im Sonienwald südöstlich von Brüssel. Gegenwärtig untersteht die Anlage der Verwaltung der Kommune Auderghem innerhalb der Region Brüssel-Hauptstadt.

## Etymologie
Die Bezeichnung Roodklooster, Rooklooster oder Rouge-Cloître leitet sich von Roode Cluse (or kluizenarij) ab, was Rote Klause heißt. So sollen die Gebäude ursprünglich mit zerbrochenen Fliesen besetzt gewesen sein, was dem Gebäude die rote Farbe verlieh. Die Bezeichnung der Einsiedelei demnach auch für die Stiftsgebäude übernommen worden. Eine andere Erklärung deutet etymologisch auf die Lage im Wald ab, da für die Gebäude eine Rodung vorgenommen werden musste. Der offizielle französische Name lautet Saint-Paul en Soignes.

## Geschichte

### Gründung
Im Jahr 1366 gründeten der Priester Gilles Olivier und der Laienbruder Walter van der Molen eine Einsiedelei. In dieser Zeit feierte der Priester der Pfarrei Boondael (heute Gemeinde Ixelles), William Daniel, gelegentlich dort Messe. Nach anderer Forschungsmeinung waren die drei Protagonisten der Frühzeit ein Einsiedler namens Égide Olivier, dessen Freund Guillaume Daniels, Kanoniker von Sainte-Gudule, und der Bürger Gautier Vandermolen, dessen finanzielle Unterstützung den Bau des Klosters ermöglichte. Der Gründungsakt wurde in jedem Fall von Johanna, der Herzogin von Brabant, am 1. März 1367 bezeugt. Zwischen 1367 und 1369 nahm die Gemeinschaft die Regel des heiligen Augustinus an, wie es zuvor schon das nahegelegene Kloster Groenendael getan hatte. 1369 wurde eine Kapelle dem Apostel Paulus geweiht sowie das Recht, einen Altar zu errichten und Gottesdienst zu feiern gewährt. Der Gründungsakt wurde 1373 vom Bischof von Cambrai, Gérard de Dainville, bestätigt und bereits im darauffolgenden Jahr wurden die Mitglieder der schnell anwachsende Gemeinschaft Regularkanoniker.
1381 begann man mit dem Bau einer Stiftskirche, nachdem Herzogin Johanna dem Stift umliegende Ländereien und Seen vermacht hatte und das Rote Kloster mit Privilegien ausgestattet worden war. Die Aufhebung der Abgabenpflicht wird entscheidend zur Finanzierung der Kirch- und Konventsgebäude beigetragen haben.
Die Lage des Stifts begünstigte dessen Aufschwung: Holz und Sandstein der Umgebung lieferten Baumaterial für Gebäude und Möbel. Die Seen ermöglichten die Benutzung von Mühlen und eine Fischwirtschaft. Die Ländereien wurden für Getreideanbau und Viehwirtschaft genutzt.

### Entwicklung
Im Jahr 1402 schloss sich das Rote Kloster mit anderen brabantischen Gemeinschaften zu einer lokalen Kongregation unter der Führung Groenendaels zusammen. Mit Eingliederung des Stifts Groenendael in die Windesheimer Kongregation 1412 schloss sich auch das Rote Kloster der regulierten Reformbewegung an, die der Devotio Moderna entwachsen war.
Jean Gielemans (1427–1487) hatte zeitweise das Amt des Subpriors inne und erlangte als Verfasser hagiographischer Schriften überregionale Bedeutung. Vor dem 1. November 1475 trat der flämische Maler Hugo van der Goes dem Konvent bei, dem er bis zu seinem Tod im Jahre 1482 angehörte.

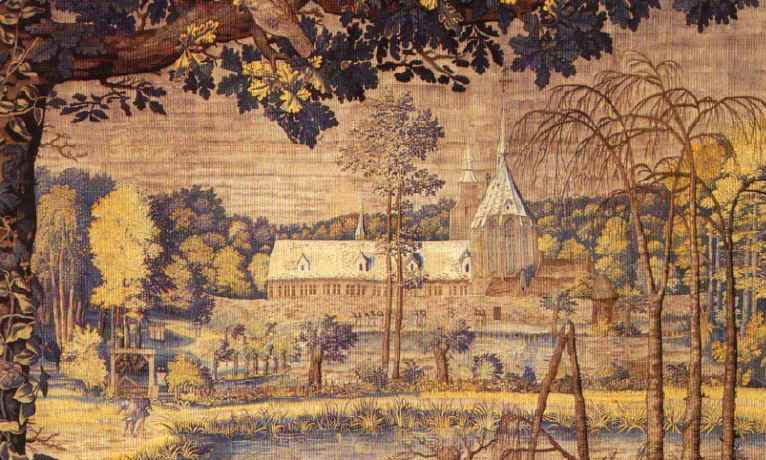
Ansicht des Roten Klosters, um 1540. Detail aus der Tapisserie Les Chasses de Maximilien.

Der Konvent war, auch aufgrund der räumlichen Nähe zu Brüssel, im 16. Jahrhundert einer der angesehensten in den Spanischen Niederlanden. Während dieser Zeit bot das Stift unter anderem Karl V., Erzherzog Albrecht VII. von Österreich und Isabella von Spanien Herberge.
Gegen Ende des 16. Jahrhunderts wurde das Stift im Verlauf des Niederländischen Aufstands zu Beginn des Achtzigjährigen Kriegs geplündert, sodass die Kanoniker bis zum Ende der Unruhen in Brüssel Schutz suchen mussten.
Im Inneren der Kirche befinden sich Gemälde aus der Rubens-Werkstatt.

### Zeit vom Niedergang des Stifts bis in die Gegenwart
1796 wurde das Rote Kloster als Ort einer geistlichen Gemeinschaft aufgegeben und ein Großteil der Gebäude abgerissen.
Zwischen 1997 und 2007 wurde die Anlage saniert. Seit 1999 wurden im Auftrag der Direction des Monuments et des Sites der Region Brüssel Ausgrabungen und Sondierungen durchgeführt. So wurden das Krankenrevier, die Brauerei und die Mühle bereits 2001 bis 2002 freigelegt. Auch der Mechanismus der Mühle wurde gefunden. Im Jahr 2003 konzentrierten sich die Mitglieder des archäologischen Teams insbesondere auf die Lage der alten Kirche, der verschwundenen Flügel des Klosters und der alten Brauerei.